# Diomaténé
Diomaténé is een gemeente (commune) in de regio Sikasso in Mali. De gemeente telt 4500 inwoners (2009).